# Ännchen von Tharau

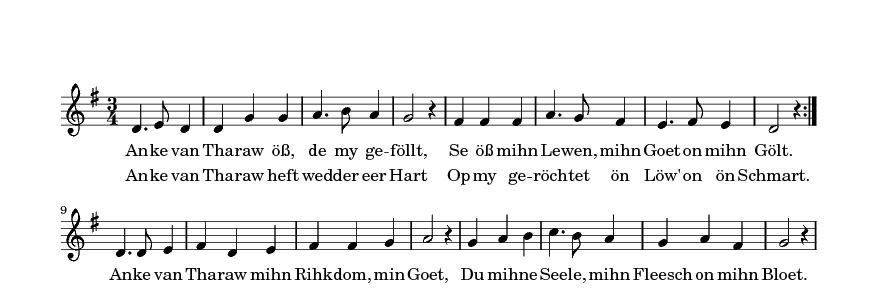
De eerste regels van het lied op de melodie van Silcher

Anke van Tharaw (Nederduits) of Ännchen von Tharau (Hoogduits) is een Duits lied. De oudste versie van het lied is geschreven in het dialect dat gesproken werd in het Samland en is voor het eerst gedrukt in 1642 in een liederenbundel van de Königsbergse componist Heinrich Albert. De vermoedelijke dichter is Simon Dach.
Johann Gottfried von Herder publiceerde in 1778 een Hoogduitse vertaling. Friedrich Silcher schreef in 1827 nieuwe muziek voor de versie van Herder. In deze vorm is het lied in Duitsland nog altijd populair; vele koren hebben het op hun repertoire staan.

## Achtergrond
Het lied werd vermoedelijk in 1636 geschreven als bruiloftsgedicht ter gelegenheid van het huwelijk van Anna Neander, die uit Tharau in Oost-Pruisen (na 1945  Vladimirovo in de oblast Kaliningrad) kwam, met de lutherse predikant Johannes Portatius (die ook wel Johannes Partatius werd genoemd). Er is geen handschrift overgeleverd. Toen het voor het eerst in druk verscheen in Alberts liederenbundel Arien, Band 5, was het een van de weinige liederen waar de naam van de maker niet bij stond. Alberts melodie was gebaseerd op die van een ouder lied, Ännerlein von Torgen, gepubliceerd in 1590 en van de hand van een onbekende componist.
Simon Dach werd voor het eerst als maker genoemd in een tekst uit 1723. Sindsdien gold hij onbetwist als de maker van het lied. Pas in 1924 trok de literatuurwetenschapper Walther Ziesemer (1882-1951) het auteurschap van Dach in twijfel. Hij meende dat Heinrich Albert het lied zelf geschreven moest hebben.
In 1967 publiceerde Ivar Ljungerud een uitgebreid essay over het auteurschap van Ännchen von Tharau. Hij kwam tot de conclusie dat Dach toch de meest waarschijnlijke auteur is. Sindsdien gaan de meeste deskundigen weer uit van het auteurschap van Dach.
Volgens de legende werd de opdracht voor het lied verstrekt door Johann von Klingsporn, een rijke vriend van Dach, die later, in 1652, de inmiddels weduwe geworden Anna nog een huwelijksaanzoek deed. Er zijn echter geen bronnen voor dit verhaal uit Dachs tijd of kort daarna. Een andere legende wil dat Dach zelf verliefd was op Anna Neander. Deze bewering is helemaal niet te verifiëren.
Het is niet bekend waarom Simon Dach, die doorgaans in het Hoogduits schreef, zich in dit lied van het Nederduits bediende.
Het lied geeft de gedachten van de bruidegom over zijn huwelijk weer.

## De tekst
| Samlands dialect | Herders vertaling | Nederlands |
| --- | --- | --- |
| Anke van Tharaw öß, de my geföllt, Se öß mihn Lewen, mihn Goet on mihn Gölt. Anke van Tharaw heft wedder eer Hart Op my geröchtet ön Löw’ on ön Schmart. Anke van Tharaw mihn Rihkdom, mihn Goet, Du mihne Seele, mihn Fleesch on mihn Bloet. Quöm’ allet Wedder glihk ön ons tho schlahn, Wy syn gesönnt by een anger tho stahn. Kranckheit, Verfälgung, Bedröfnös on Pihn, Sal vnsrer Löve Vernöttinge syn. Recht as een Palmen-Bohm äver söck stöcht, Je mehr en Hagel on Regen anföcht. So wardt de Löw’ ön onß mächtich on groht, Dörch Kryhtz, dörch Lyden, dörch allerley Noht. Wördest du glihk een mahl van my getrennt, Leewdest dar, wor öm dee Sönne kuhm kennt; Eck wöll dy fälgen dörch Wöler, dörch Mär, Dörch Yhß, dörch Ihsen, dörch fihndlöcket Hähr. Anke van Tharaw, mihn Licht, mihne Sönn, Mihn Leven schluht öck ön dihnet henönn. Wat öck geböde, wart van dy gedahn, Wat öck verböde, dat lätstu my stahn. Wat heft de Löve däch ver een Bestand, Wor nich een Hart öß, een Mund, eene Hand? Wor öm söck hartaget, kabbelt on schleyht, On glihk den Hungen on Katten begeyht. Anke van Tharaw dat war wy nich dohn, Du böst mihn Dühfkë myn Schahpkë mihn Hohn. Wat öck begehre, begehrest du ohck, Eck laht den Rack dy, du lätst my de Brohk. Dit öß dat, Anke, du söteste Ruh’ Een Lihf on Seele wart uht öck on Du. Dit mahckt dat Lewen tom Hämmlischen Rihk, Dörch Zancken wart et der Hellen gelihk. | Ännchen von Tharau ist’s, die mir gefällt, Sie ist mein Leben, mein Gut und mein Geld. Ännchen von Tharau hat wieder ihr Herz Auf mich gerichtet in Lieb und in Schmerz. Ännchen von Tharau, mein Reichthum, mein Gut, Du meine Seele, mein Fleisch und mein Blut! Käm alles Wetter gleich auf uns zu schlahn, Wir sind gesinnet bei einander zu stahn. Krankheit, Verfolgung, Betrübnis und Pein Soll unsrer Liebe Verknotigung sein. Recht als ein Palmenbaum über sich steigt, Je mehr ihn Hagel und Regen anficht; So wird die Lieb’ in uns mächtig und groß Durch Kreuz, durch Leiden, durch allerlei Noth. Würdest du gleich einmal von mir getrennt, Lebtest, da wo man die Sonne kaum kennt; Ich will dir folgen durch Wälder, durch Meer, Durch Eis, durch Kerker, durch feindliches Heer. Ännchen von Tharau, mein Licht, meine Sonn, Mein Leben schließ’ ich um deines herum. Was ich gebiete, wird von dir getan, Was ich verbiete, das lässt du mir stahn. Was hat die Liebe doch für ein Bestand, Wo nicht ein Herz ist, ein Mund, eine Hand? Wo man sich peiniget, zanket und schlägt, Und gleich den Hunden und Katzen begeht. Ännchen von Tharau, das wolln wir nicht tun; Du bist mein Täubchen, mein Schäfchen, mein Huhn. Was ich begehre, begehrst du auch, Ich lass den Rock dir, du lässt mir den Brauch. Dies ist dem Ännchen die süßeste Ruh’, Ein Leib und Seele wird aus Ich und Du. Dies macht das Leben zum himmlischen Reich, Durch Zanken wird es der Hölle gleich. | Anke van Tharau is het die mij bevalt, Zij is mijn leven, mijn goed en mijn geld. Anke van Tharau heeft op haar beurt haar hart Op mij gericht in liefde en smart. Anke van Tharau, mijn rijkdom, mijn goed, Jij mijn ziel, mijn vlees en mijn bloed! Kwam al het noodweer tegelijk op ons af, Wij zijn vastbesloten bij elkaar te blijven staan. Ziekte, vervolging, droefheid en pijn Bezegelt alleen maar onze liefde. Zoals een palmboom alleen maar groeit, Hoe meer hij blootstaat aan hagel en regen; Zo wordt de liefde in ons machtig en groot Door leed, door lijden, door allerhande nood. Zou je ooit van mij gescheiden worden, En komen te leven waar men de zon nauwelijks kent; Ik zal je volgen door wouden, door de zee, Door ijs, door kerkers, door een vijandig leger. Anke van Tharau, mijn licht, mijn zon, Mijn leven vouw ik om het jouwe heen. Wat ik gebied, wordt door jou gedaan, Wat ik verbied, laat jij voor mij staan. Wat blijft er immers nog van liefde over, Als er niet één hart is, één mond en één hand? Waar men elkaar pijn doet, ruziet en vecht, En zich gedraagt als honden en katten. Anke van Tharau, dat gaan wij niet doen; Jij bent mijn duifje, mijn schaapje, mijn hoen. Wat ik begeer, begeer jij ook, Ik laat de rok aan jou, jij laat mij de broek. Dit is voor Anke de zoetste rust, Eén lijf en één ziel wordt uit mij en jou. Dit maakt het leven tot het hemelse rijk, Door ruziën wordt het de hel gelijk. |

## De historische Ännchen

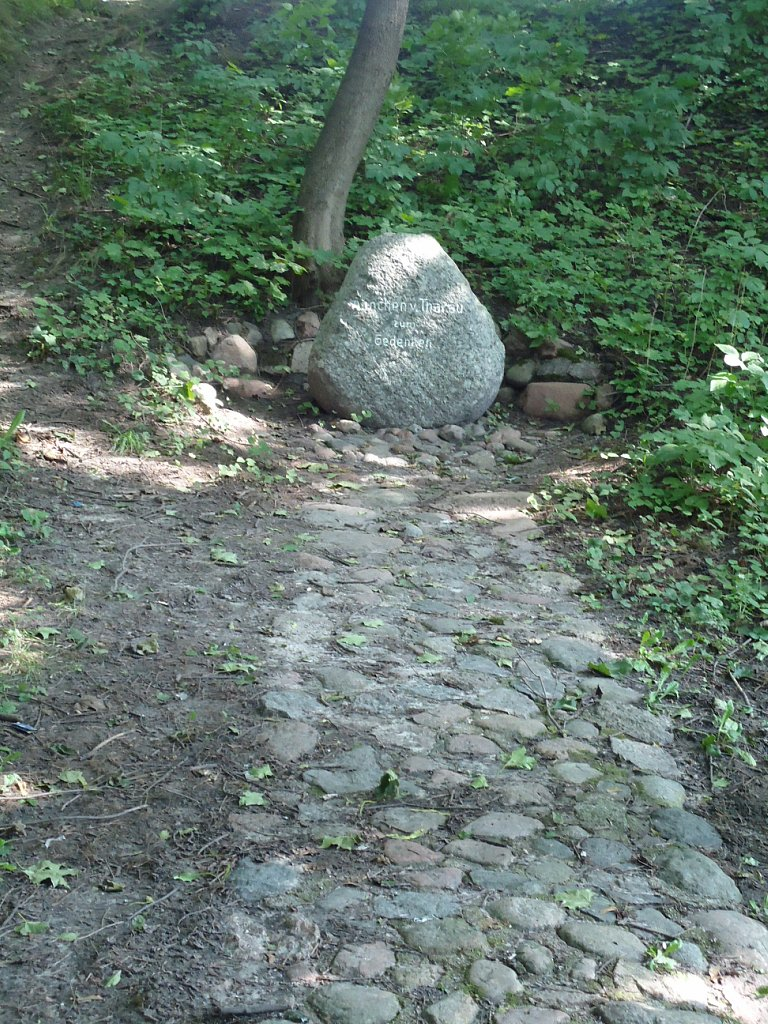
Steen met opschrift ‘Ännchen v. Tharau zum Gedenken’

Anna Neander (Tharau, 1615 – Insterburg (sinds 1946 Tsjernjachovsk), 28 september 1689) was de dochter van dominee Martin Neander in Tharau. In 1629 werd ze wees. Ze groeide op in het gezin van haar oom Caspar Stolzenberg.
Anna trouwde in december 1636 met de predikant Johannes Portatius. Portatius’ standplaats was eerst Trempen (het huidige Novostrojevo) en vanaf 1641 Laukischken (het huidige Saranskoje). Hij stierf in 1646; naar het gebruik van die tijd hertrouwde Anna met zijn opvolger, dominee Christoph Grube. Deze overleed in 1652. Anna sloeg een huwelijksaanzoek van de weduwnaar Johann von Klingsporn af en hertrouwde met de opvolger van Grube, dominee Johann Albrecht Beilstein.
Nadat ze voor de derde maal weduwe was geworden, trok ze in 1676 in bij haar oudste zoon Friedrich Portatius in Insterburg. Ook Friedrich was predikant. In 1689 stierf ze. In een park in Insterburg staat nog steeds een gedenksteen met de inscriptie ‘Ännchen v. Tharau zum Gedenken’.
Anna kreeg elf kinderen, maar acht daarvan stierven jong.
Er zijn drie Duitse films gewijd aan het leven van Ännchen von Tharau; bovendien publiceerde de Oostenrijkse componist Heinrich Strecker in 1933 een operette over haar. Dat stuk heeft weinig meer van doen met de echte geschiedenis en eindigt met een huwelijk tussen Ännchen en Simon Dach.

## Het beeldje van Ännchen in Klaipėda

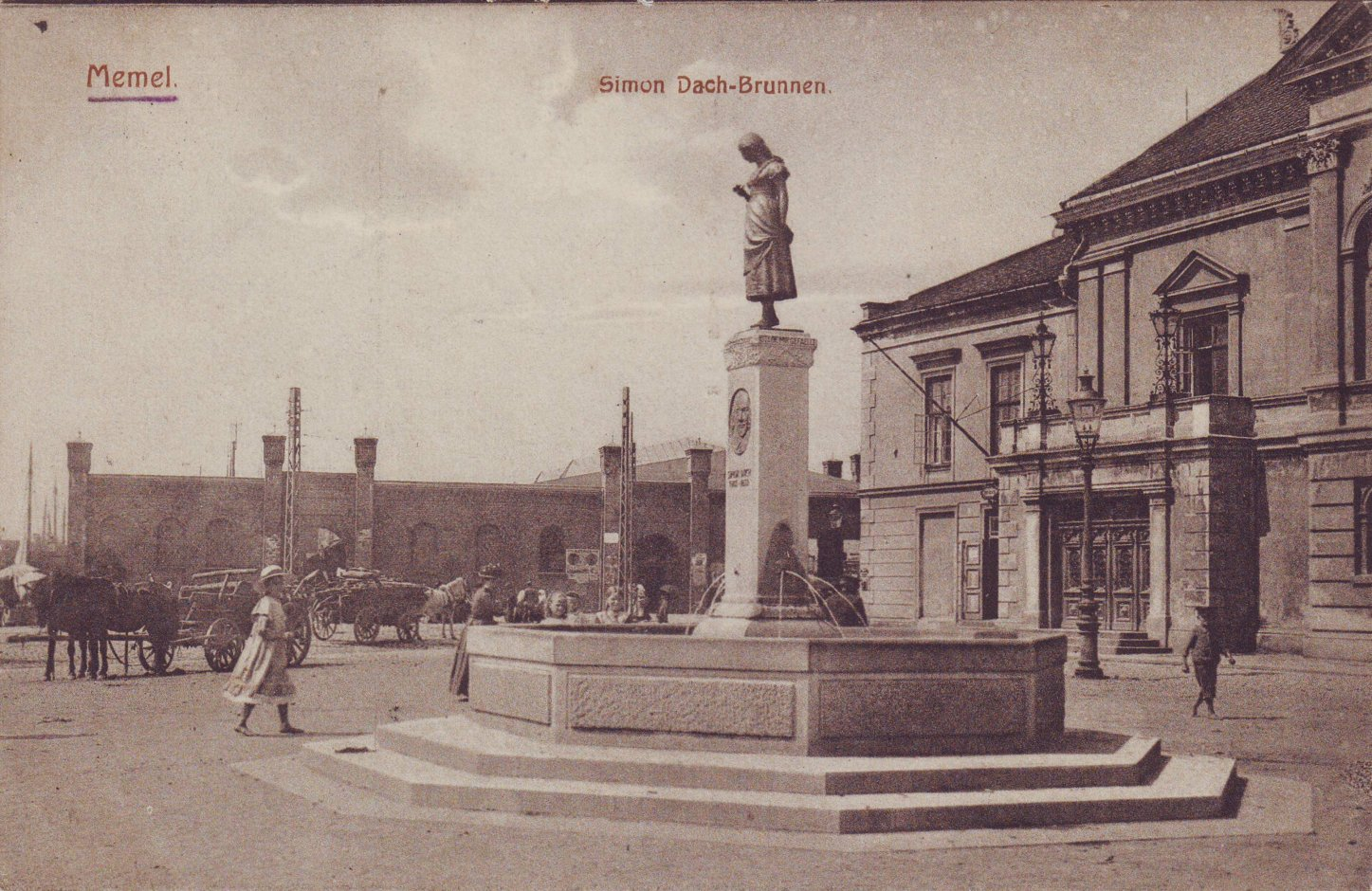
De Simon Dachfontein voor het theater in Klaipėda op een ansichtkaart verstuurd in 1916

In 1912 werd in Dachs geboorteplaats Memel (na 1945 Klaipėda in Litouwen) een fontein onthuld, bestaande uit een zuil, waaruit het water kwam, met tegen de zuil een plaquette met het portret van Simon Dach en boven op de zuil een beeldje van Ännchen von Tharau van de hand van Arnold Künne (1866-1942). Gerda Schiweck, een meisje uit Sandkrug, na 1945 Smiltynė, stond daarvoor model. De fontein bevond zich op de markt voor het theater van de stad.
Tijdens de Tweede Wereldoorlog verdween het beeldje spoorloos, maar in 1988 werd een inzameling gehouden onder Litouwers en Duitsers die historische banden met Memel hadden. Aan de hand van oude foto’s en een gipsmodel reconstrueerde de beeldhouwer Harald Haacke (1924-2004) het beeldje. In november 1989 werd de fontein met het nieuwe beeldje onthuld. Het staat op de plaats waar het vroeger ook stond.